# Lento
Lento je jedno z nejpomalejších hudebních temp, společně s tempy grave, largo a adagio.

## Etymologie
Výraz „lento” je převzatý z italštiny a v překladu znamená pomalý, či volný. Ve spojení s dalšími slovy[ujasnit] se „lento” může definovat i jako mírný, pozvolný, slabý apod.